# Etlingera alba
Etlingera alba là một loài thực vật có hoa trong họ Gừng. Loài này được Carl Ludwig Blume mô tả khoa học đầu tiên năm 1827 dưới danh pháp Elettaria alba. Năm 2012, Axel Dalberg Poulsen chuyển nó sang chi Etlingera.

## Phân bố
Loài này có tại Maluku, New Guinea, Philippines, Sulawesi.